# Charles Stanley (Theologe)

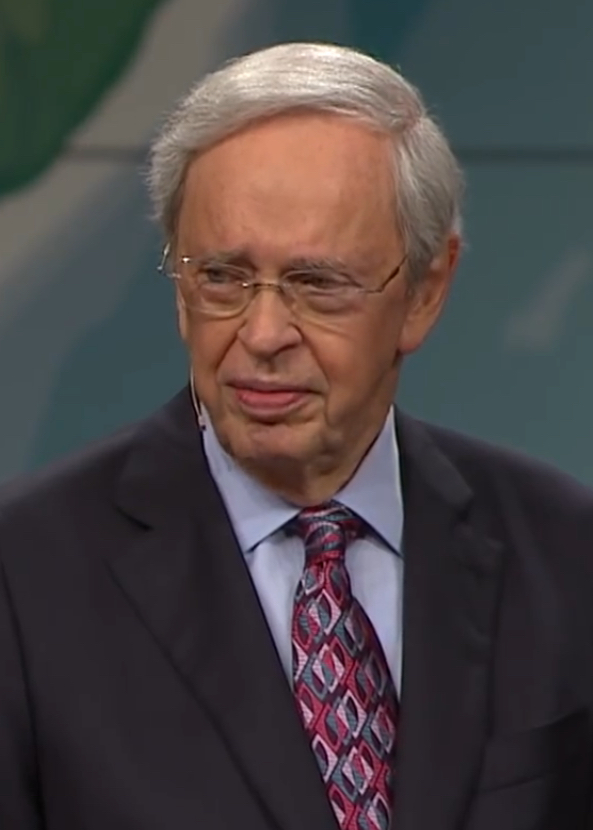
Charles Stanley (2020)

Charles Stanley, vollständiger Name Charles Frazier Stanley (* 25. September 1932 in Dry Fork, Virginia; † 18. April 2023 in Atlanta) war ein US-amerikanischer Theologe, Pastor der First Baptist Church of Atlanta, Autor christlicher Bücher und Gründer des evangelikalen geistlichen Dienstes In Touch Ministries. Seine Radio- und Fernsehsendung In Touch with Dr. Charles Stanley wird weltweit in mehr als 50 Sprachen gesendet.

## Leben und Wirken
Charles Stanley war der Sohn von Charles Frazier Stanley (1904–1933) und dessen Frau Rebecca geb. Hardy (1908–1992). Neun Jahre nach dem frühen Tod seines Vaters heiratete seine Mutter erneut. Bereits im Alter von 14 Jahren engagierte sich Stanley hauptamtlich für einen christlichen Dienst und hatte die Berufung, Pastor zu werden. Prägend waren dabei auch die Begegnungen mit seinem Großvater, Pastor George Washington Stanley (1876–1965). Sein Studium an der University of Richmond, wofür er ein Stipendium erhielt, schloss er mit einem Bachelor of Arts ab. Das sich anschließende Theologiestudium am Southwestern Theological Seminary in Texas absolvierte er mit dem Bachelor of Divinity. An der Luther Rice University in Georgia erwarb er den Master-Abschluss und wurde zum Doktor der Theologie promoviert.
Nach dem Studium übernahm er seine erste Stelle als Pastor in Fruitland (North Carolina). Dort lehrte er zudem am Fruitland Baptist Bible College. 1959 wechselte er an die Fairborn Baptist Church in Fairborn. Ab 1962 wirkte er für sechs Jahre an der First Baptist Church in Miami und danach mehrere Monate in Bartow.
Stanley wurde 1969 zum Zweitpastor an die First Baptist Church of Atlanta berufen und dort 1971 zum Hauptpastor gewählt. 1972 initiierte er seine Radiosendung The Chapel Hour. Später entwickelte sich daraus die Sendung In Touch with Dr. Charles Stanley, die weltweit von über 1800 Radio- und Fernsehsendern in über 50 Sprachen ausgestrahlt wird. 1977 gründete er den geistlichen Dienst In Touch Ministries. Dabei war es sein Anliegen, „die Menschen weltweit in eine wachsende Beziehung zu Jesus Christus zu führen und die Ortskirche zu stärken“. In den 1980er Jahren war er zweimal Präsident der Southern Baptist Convention.
Im September 2020 gab Stanley seinen Rücktritt als Senior-Pastor der First Baptist Church of Atlanta bekannt, wirkte jedoch weiterhin als Pastor emeritus.
Stanley war Autor von über 60 Büchern, wovon einige auch in deutscher Übersetzung veröffentlicht wurden. Er starb im Alter von 90 Jahren in seinem Haus in Atlanta. Seine Grabstätte befindet sich auf dem Green Lawn Cemetery in Roswell (Georgia).

## Privates
Stanley war seit 1955 mit  Anna Stanley geb. Johnson (1931–2014) verheiratet, die seine Kommilitonin an der University of Richmond war. Die Ehe wurde im Jahr 2000 geschieden. Aus der Ehe stammten Tochter Rebecca („Becky“) Stanley und Sohn Andy Stanley, Senior-Pastor der North Point Community Church in Alpharetta.

## Veröffentlichungen (Auswahl)
- Vorsicht – Segen! Warum unser Leben manchmal weh tut. Fliß Verlag, Hamburg 1998, ISBN 978-3-931188-21-4.
- Achtung – Gott redet heute noch! Hören Sie zu!? Fliß Verlag, Hamburg 2002, ISBN 978-3-931188-49-8.
- Die Liebe Gottes. Erfahre die bedingungslose Annahme des Vaters. Fliß Verlag, Hamburg 2004, ISBN 978-3-931188-76-4.
- Lebe als Überwinder. Gottes Botschaft in den Stürmen des Lebens. Fliß Verlag, Hamburg 2004, ISBN 978-3-931188-79-5.
- Befreit von Angst. Gottes Friede für dich. Hänssler Verlag, Holzgerlingen 2004, ISBN 978-3-7751-4173-4.
- Geisterfüllt leben. Leben ohne Langeweile. Fliß Verlag, Hamburg 2004, ISBN 978-3-931188-78-8.
- Freiheit durch Vergebung. Den Kern christlichen Glaubens verstehen. Fliß Verlag, Hamburg, 2004, ISBN 978-3-931188-77-1.
- Die Macht des Gebets. Fliß Verlag, Hamburg 2005, ISBN 978-3-931188-82-5.
- Erkenne Gottes Willen. Himmlische Leitlinien für irdische Entscheidungen. Fliß Verlag, Hamburg 2005, ISBN 978-3-931188-80-1.
- Besiege Angst und Furcht. Zuversichtlich leben in explosiven Zeiten. Fliß Verlag, Hamburg 2005, ISBN 978-3-931188-81-8.
- Rüste dich zum Kampf. Geistliche Kriegsführung heute. Fliß Verlag, Hamburg 2005, ISBN 978-3-931188-81-8.